# 扎魯德季亞 (奧拉季夫區)
49°9′14″N 29°28′36″E / 49.15389°N 29.47667°E
扎魯德季亞（烏克蘭語：Заруддя），是烏克蘭的村落，位於該國西南部文尼察州，由文尼察區負責管轄，始建於1595年，面積2.63平方公里，海拔高度241米，2001年人口684，人口密度每平方公里259.98人。